# Club Esportiu Principat
El Club Esportiu Principat va ser un club de futbol andorrà creat el 1989, amb seu a Andorra la Vella. Va ser un dels clubs de futbol més reeixits d'Andorra juntament amb el FC Santa Coloma i la UE Sant Julià, havent guanyat tres cops la primera divisió andorrana i cinc cops la Copa d'Andorra. El club es va dissoldre el 2015.

## Història
El club nasqué a partir de la Penya Madridista Charlot, fundada l'any 1987, que tenia la seu en un restaurant anomenat Charlie's Restaurant. L'any 1989 es refundà i adoptà el nom CE Principat. El CE Principat va ser el principal club d'Andorra la Vella havent aconseguit el rècord de tres victòries consecutives en lliga entre 1997 i 1999 i cinc trofeus consecutius en copa entre 1995 i 1999. Des de la creació de la primera divisió andorrana el 1995, el CE Principat va estar jugant a la màxima categoria fins al 2014, després de quedar vuitè a la lliga regular.
El 1997 el club va fer història en ser el primer club andorrà en participar en una competició europea, enfrontant-se al club escocès Dundee United. L'equip andorrà es va classificar tres vegades per a les competicions europees (Copa de la UEFA) al llarg de 1997 i 1999, però va ser eliminat a la primera ronda en totes les ocasions, ocupant així l'últim lloc a la taula històrica de totes les Copes d'Europa amb 6 derrotes i 48 gols encaixats.
Tot i que el CE Principat va ser un dels clubs més reeixits d'Andorra fins al 1999, des de llavors el club només va arribar a ser tercer a la lliga regular de la temporada 2008-09 i sis vegades semifinalista de la Copa Constitució durant les temporades 2000-01, 2001-02, 2003-04, 2004-05, 2008-09 i 2009-10.
El club sènior va ser inscrit a Segona Divisió després de patir el descens la temporada 2013-14 però es va retirar de la competició a la primera ronda. No obstant això els equips inferiors i juvenils van seguir competint en les seves respectives competicions. El 2015 el club no estava inscrit en cap competició nacional considerant-se dissolt.

## Palmarès
- 3 Lliga andorrana de futbol: 1997, 1998, 1999[6]
- 6 Copa Constitució: 1994, 1995, 1996, 1997, 1998, 1999[7]